# Cantó de Montigny-en-Gohelle
El cantó de Montigny-en-Gohelle és un cantó francès del departament del Pas de Calais, situat al districte de Lens. Té 2 municipis i el cap és Montigny-en-Gohelle.

## Municipis
- Hénin-Beaumont (part)
- Montigny-en-Gohelle

## Història
| Data d'elecció                           | Identitat         | Partit | Qualitat |
| ---------------------------------------- | ----------------- | ------ | -------- |
| 1992-                                    | Jean-Marie Picque | PS     |          |
| les dades anteriors no són pas conegudes |                   |        |          |
|                                          |                   |        |          |